# Mayerling (1968)
Mayerling ist ein französisch-britischer Historienfilm aus dem Jahr 1968, der die Liebesgeschichte des österreichischen Kronprinzen Rudolf und seiner Geliebten Maria Vetsera nacherzählt. Unter der Regie von Terence Young sind Omar Sharif und Catherine Deneuve in den Hauptrollen zu sehen. Als literarische Vorlagen dienten Claude Anets gleichnamiger Roman sowie Michel Arnolds Roman L’Archiduc.

## Handlung
Wien 1888: Der zukünftige Regent der österreichisch-ungarischen Doppelmonarchie, Kronprinz Rudolf, gerät mit seinem Vater Kaiser Franz Joseph in Streit. Franz Joseph ist gegen fortschrittliche Sozialreformen und lässt Studentenrevolten von Husaren niederschlagen. Rudolf, der Reformen für den Vielvölkerstaat als dringend notwendig erachtet und mit den Aufständlern sympathisiert, hat das Gefühl, in die falsche Zeit und in das falsche Land hineingeboren zu sein. Zudem leidet er unter seiner arrangierten Ehe mit Kronprinzessin Stephanie. Frustriert verfällt er zunehmend seiner Morphiumsucht und stürzt sich von einer Liebesaffäre in die nächste.
Im Wurstelprater lernt Rudolf eines Tages Maria Vetsera vor einem Puppentheater kennen. Sie besuchen ein Café und tanzen miteinander. Als Maria ihre Mutter sieht, bricht sie den Tanz abrupt ab und geht. Rudolf trifft anschließend auf eine Gruppe von Männern und Graf Károlyi, der die Unabhängigkeit Ungarns anstrebt. Im Wintergarten von Schloss Schönbrunn begrüßt Rudolf danach seine Mutter Elisabeth und drückt ihr sein Bedauern aus, dass sie so oft verreist sei und sie sich nur selten sehen. Als Elisabeth davon spricht, dass in der Familie der Habsburger Depression und Wahnsinn vererbt werden, wird Rudolf wütend und lässt sie stehen. Am Bahnhof empfängt er daraufhin den britischen Thronfolger, Prinz Edward, der ihm anvertraut, einst in Elisabeth verliebt gewesen zu sein. Bei einer Vorstellung des Balletts Giselle in der Wiener Staatsoper entdeckt Rudolf Maria in einer Loge und beobachtet sie fasziniert mit seinem Opernglas. Es ist schließlich Rudolfs Cousine Gräfin Larisch, die ein heimliches Treffen der beiden arrangiert und Maria zur Hofburg bringt, wo Rudolf bereits auf sie wartet. Da er sich zum ersten Mal wahrhaftig verliebt hat, glaubt Rudolf, mit Maria sein trostloses Leben endlich hinter sich lassen zu können. 
Nach einem versuchten Attentat auf Franz Joseph beauftragt dieser seinen Sohn, das Militär zu inspizieren. Rudolf kommt der Aufgabe nach und trifft sich nebenbei mit Maria. Als ihre Affäre einen Skandal auszulösen droht, veranlasst Marias Mutter, Baronin Vetsera, Marias Weggang aus Wien. Als Rudolf von Marias Abreise erfährt, betrinkt er sich und schießt mit seiner Pistole wahllos auf Gegenstände. Seine langjährige Geliebte Mizzi Kaspar bringt ihn zu Bett und legt sich zu ihm. Er will jedoch nicht schlafen und verlässt sie. In Venedig findet Rudolf Maria beim Malen auf dem Markusplatz wieder. Zurück in Wien ist Franz Joseph erbost darüber, dass Rudolph ohne seine Erlaubnis nach Venedig gereist ist. Er spricht sich entschieden gegen eine Verbindung mit Maria und die daraus resultierenden illegitimen Kinder aus. Rudolf und Maria nehmen daraufhin mit Prinz Edward an einer Jagd bei Schloss Mayerling teil. Dabei trifft Rudolf erneut auf Graf Károlyi, der ihn über eine anstehende Demonstration in Budapest informiert. Um einen Bürgerkrieg zu verhindern, soll Rudolf König von Ungarn werden.
Auf Schloss Schönbrunn begegnen sich Maria und Rudolfs Mutter Elisabeth. Elisabeth empfindet Sympathie für Maria und rät ihr, Wien zu verlassen, um nicht unglücklich zu werden wie sie. Als Rudolf auf einem Ball vor der versammelten Hofgesellschaft Maria zum Tanz auffordert, zeigt sich seine Frau, Kronprinzessin Stephanie, empört. Ihr Schwiegervater nimmt es zähneknirschend hin. Nach dem Ball macht selbst Elisabeth ihrem Sohn Vorwürfe, den Ruf seiner Familie aufs Spiel zu setzen. Doch Rudolf ist es leid, seine Liebe zu Maria verstecken zu müssen. Er ist entschlossen, sie zu heiraten und Kinder mit ihr zu haben. Als jedoch Graf Károlyi festgenommen wird und Rudolf als Sympathisant der Aufständler auffliegt, haben Rudolf und Maria keine Hoffnung mehr auf eine gemeinsame Zukunft. Ohneeinander und ohne Aussicht auf sozialen Fortschritt wollen Rudolf und Maria nicht weiterleben. Sie schließen einen Selbstmordpakt, den sie auf Schloss Mayerling in die Tat umsetzen: Rudolf erschießt zunächst die in ihrem Bett schlafende Maria, öffnet seinem besorgten Kammerdiener Loschek kurz die Tür und schießt sich dann – während er Marias Hand hält – eine Kugel in den Kopf.

## Hintergrund

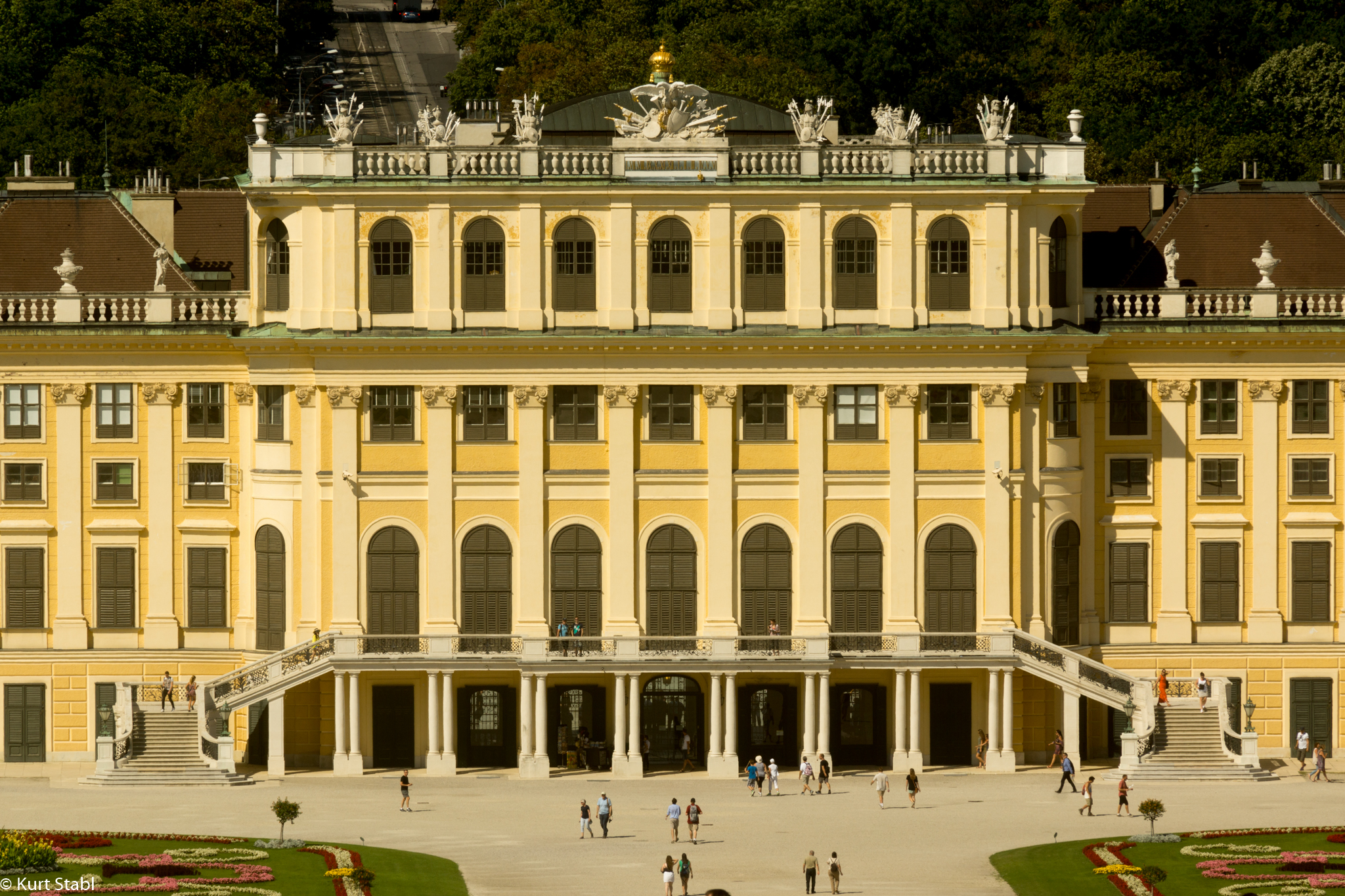
Schloss Schönbrunn in Wien, ein Schauplatz des Films

Die Dreharbeiten fanden von Dezember 1967 bis Februar 1968 in den Filmstudios von Boulogne-Billancourt sowie an Originalschauplätzen in Venedig und Wien statt. In Wien wurde unter anderem vor der Hofburg und im Schloss Schönbrunn gedreht. Einer der Drehorte war zudem die Bahnhofshalle des alten Franz-Josefs-Bahnhof.
James-Bond-Regisseur Terence Young versuchte sich dabei an einem Remake von Anatole Litvaks gleichnamigem Film aus dem Jahr 1936. Ursprünglich sollten die Eheleute Mel Ferrer und Audrey Hepburn die Hauptrollen spielen, nachdem sie 1957 für eine Fernsehverfilmung des Stoffs vor der Kamera gestanden hatten. Für das Szenenbild von Mayerling sorgten Georges Wakhévitch, Maurice Colasson und Tony Roman. Die Kostüme entwarf Marcel Escoffier. Am 22. Oktober 1968 wurde der Film in London uraufgeführt. In Deutschland kam er am 20. Dezember 1968 in die Kinos.
Die Geschichte des österreichisch-ungarischen Thronfolgers Rudolf (1858–1889), dessen Tod auf Schloss Mayerling nie vollständig geklärt werden konnte, war auch 1956 unter dem Titel Kronprinz Rudolfs letzte Liebe verfilmt worden und wurde im Jahr 2006 vom österreichischen Regisseur Robert Dornhelm unter dem gleichen Titel ein weiteres Mal verfilmt.

## Kritiken
Das Lexikon des internationalen Films war der Auffassung, dass Mayerling mit der „Tragödie des österreichischen Kronprinzen Rudolf und seiner Geliebten [zu] einer schauprächtigen Verfilmung à la Sissi“ geraten sei und als solche versucht habe, „den Thronfolger als scheiternden Kämpfer wider ‚Establishment‘ und Autoritätsblindheit darzustellen“. Der Film sei dabei jedoch „[u]nkritisch glorifizierend“. „Pomp und Klischees ersticken die Figuren“, befand die Filmzeitschrift Cinema. Dass Ava Gardner die Mutter des zehn Jahre jüngeren Omar Sharif verkörpere, sei zudem „unglaubwürdig“. Das Fazit zum Film lautete: „Liebestod in luxuriösem Ambiente.“
Der Evangelische Filmbeobachter kam zu dem Schluss, dass der Film „[n]aturgemäß mehr gefühlvolles und prunkvolles Kinospektakel“ sei als ein „nüchterner Bericht“. Er sei, „trotz des beengten Gesichtskreises“, dennoch „‚schön‘ wie alle Liebesgeschichten“. Die Besetzung sei bemerkenswert.

## Auszeichnungen
Bei der Verleihung der Golden Globes im Jahr 1970 war Mayerling in der Kategorie Bester ausländischer Film in englischer Sprache nominiert. Der Historienfilm unterlag letztlich Richard Attenboroughs Filmmusical Oh! What a Lovely War.

## Deutsche Fassung
Die deutsche Synchronfassung entstand 1968 bei der Aura Film Synchron in München.
| Rolle                    | Darsteller              | Synchronsprecher     |
| ------------------------ | ----------------------- | -------------------- |
| Kronprinz Rudolf         | Omar Sharif             | Hans von Borsody     |
| Maria Vetsera            | Catherine Deneuve       | Christine Ostermayer |
| Kaiser Franz Joseph      | James Mason             | Rolf Wanka           |
| Kaiserin Elisabeth       | Ava Gardner             | Eva Vaitl            |
| Prince of Wales          | James Robertson Justice | Erik Jelde           |
| Gräfin Larisch           | Geneviève Page          | Ellen Umlauf         |
| Kronprinzessin Stephanie | Andréa Parisy           | Eva Pflug            |
| Graf Hoyos               | Ivan Desny              | Norbert Gastell      |
| Moritz Szeps             | Maurice Teynac          | Harry Hardt          |
| Baronin Vetsera          | Mony Dalmès             | Fee von Reichlin     |
| Mizzi Kaspar             | Fabienne Dali           | Christa Berndl       |
| Graf Károlyi             | Roger Pigaut            | Rolf Kutschera       |
| Johann Loschek           | Bernard La Jarrige      | Curt Eilers          |
| Lisl Stockau             | Véronique Vendell       | Erika Remberg        |
| Graf Taafe               | Charles Millot          | Kurt Bülau           |
| Inspektor Losch          | Roger Lumont            | Josef Fröhlich       |
| Gräfin Stockau           | Irene von Meyendorff    | Edith Hieronimus     |
| Baltazzi                 | Alain Saury             | Walter Schmidinger   |